# Ellen Bontje
Ellen Bontje (n. 11 iunie 1958, Hilversum, Olanda de Nord, Țările de Jos) este o sportivă ce a reprezentat Regatul Țărilor de Jos, medaliată olimpică. A participat la 3 ediții ale Jocurilor Olimpice (1988, 1992, 2000) în care a câștigat o medalie de argint.